# Aiken, South Carolina
Aiken är administrativ huvudort i Aiken County i den amerikanska delstaten South Carolina. Orten grundades år 1835.

## Kända personer från Aiken
- Charles Simpkins, friidrottare